# Pycnomma roosevelti
Pycnomma roosevelti är en fiskart som beskrevs av Ginsburg, 1939. Pycnomma roosevelti ingår i släktet Pycnomma och familjen smörbultsfiskar. Inga underarter finns listade i Catalogue of Life.